# پارک جی آه (بازیگر، زاده ۱۹۷۷)
این یک نام کره‌ای است؛ نام خانوادگی پارک است.
پارک جی آه (کره‌ای: 박지아؛ زادهٔ ۱۸ ژوئیه ۱۹۷۷) بازیگر اهل کره جنوبی است. او به خاطر ایفای نقش در مجموعه‌های تلویزیونی همچون پیوند: بخور، عشق بورز و بکش و غم‌های ما شناخته می‌شود.

## فیلم‌شناسی

### فیلم
| سال  | عنوان                | نقش     | منابع |
| ---- | -------------------- | ------- | ----- |
| ۲۰۲۴ | این باید یک راز باشد | ها یونگ | [ ۴ ] |

### مجموعه تلویزیونی
| سال  | عنوان                           | نقش          | منابع  |
| ---- | ------------------------------- | ------------ | ------ |
| ۲۰۲۱ | فراتر از شیطان                  | زن محله      | [ ۵ ]  |
| ۲۰۲۲ | غم‌های ما                        | پارک هه جا   | [ ۶ ]  |
| ۲۰۲۲ | پیوند: بخور، عشق بورز و بکش     | پارک سون هوا | [ ۷ ]  |
| ۲۰۲۲ | روزی روزگاری یک شهر کوچک        | چا یون هونگ  | [ ۸ ]  |
| ۲۰۲۲ | کافه حقوق                       | آرایشگر مو   |        |
| ۲۰۲۳ | مامان بد                        | دکتر         |        |
| ۲۰۲۳ | درامای ویژه کی‌بی‌اس: «نیمه دروغ» | سوک ران      | [ ۹ ]  |
| ۲۰۲۳ | فریبکاری لذت‌بخش                 | زندانی       | [ ۱۰ ] |
| ۲۰۲۴ | کسب‌وکار شریف                    | صاحب قصابی   | [ ۱۱ ] |